# Ganascus ventricosus
Ganascus ventricosus är en skalbaggsart som först beskrevs av Leconte 1875.  Ganascus ventricosus ingår i släktet Ganascus och familjen ögonbaggar. Inga underarter finns listade i Catalogue of Life.